# Ewa Bem

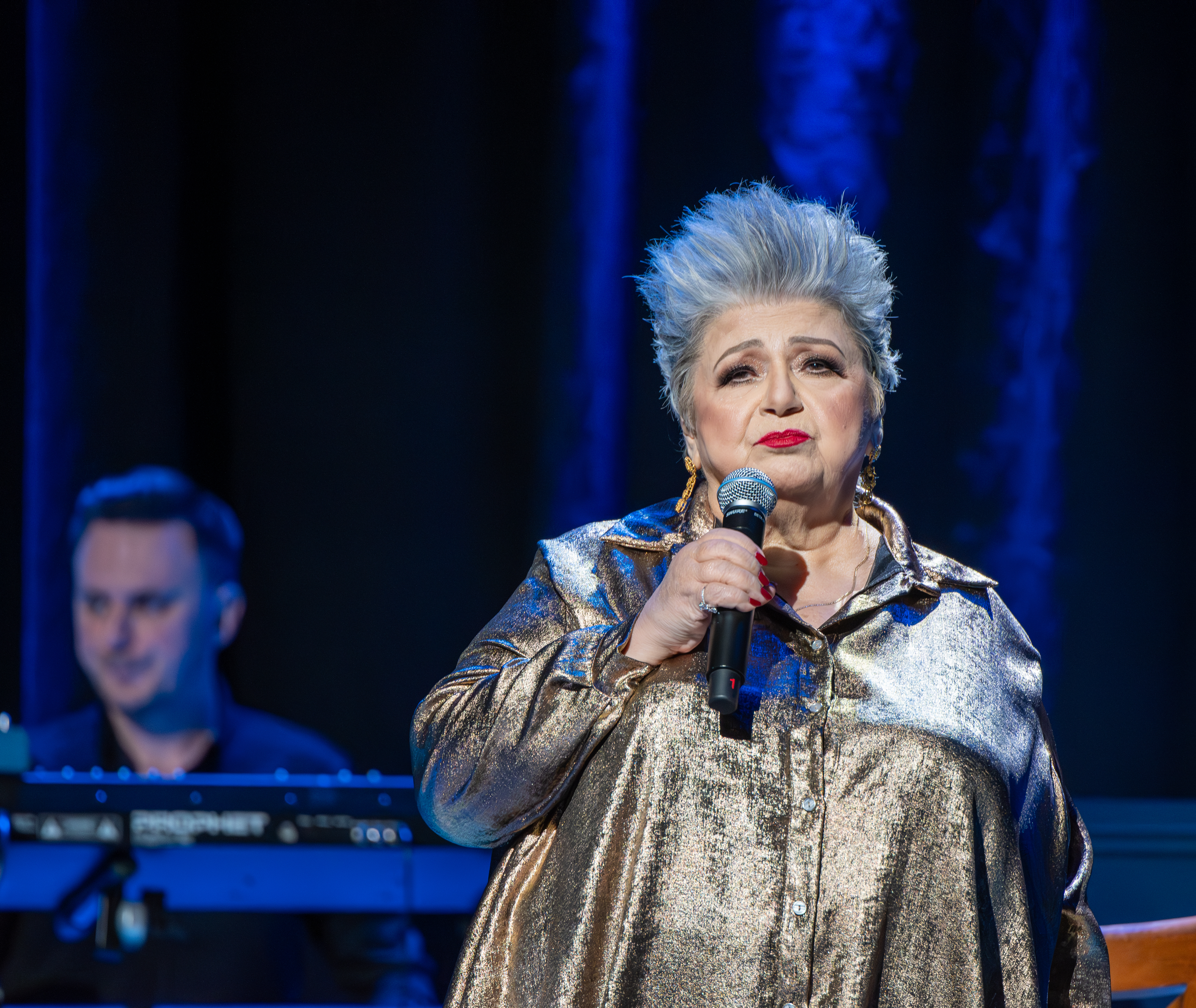
Ewa Bem (2025)

Ewa Maria Bem-Sibilska (* 23. Februar 1951 in Warschau) ist eine polnische Sängerin. Sie wird oft die Ella Fitzgerald Polens genannt.

## Leben und Wirken
Ewa Bem begann ihre Gesangskarriere 1969 in einer Bluesband. 1970 sang sie im Jazzquartett von Zbigniew Seifert. Mit diesem Quartett hatte sie ihre ersten großen Erfolge. Sie gewann 1971 den ersten Preis als beste Sängerin des Jazzfestivals in Lublin. Danach gründete sie ihre eigene Band Bemibek und trat national wie international auf Jazzfestivals auf. Nach einigen personellen Veränderungen in ihrer Band änderte sich der Name in Bemibem. Ewa Bems Repertoire erweiterte sich vom Jazz auch zur Popmusik, so dass sie über Popfestivals in Polen ein breiteres Publikum erreichte und damit größere Popularität.

## Diskographische Hinweise
- 1972: Bemibek
- 1974: Bemowe Frazy
- 1980: Ewa Bem
- 1981: Be a Man
- 1984: Ewa Bem loves The Beatles
- 1986: I co z tego dzis masz
- 1987: Ewa Bem/Marek Bliziński Dla ciebie jestem sobą
- 1997: Bright Ella's Memorial
- 2001: Mowie tak, mysle nie
- 2004: Ewa, Ewa
- 2008: Kakadu (PL: Gold)[2]